# Битка код Анхијала (763)
Битка код Анхијала одиграла се 30. јуна 763. године између војске Византијског царства са једне и војске Првог бугарског царства са друге стране. Битка је део Византијско-бугарских ратова, а завршена је победом Византије.

## Увод
Византијску војску предводио је Константин V, а бугарску кан Телек. До битке је дошло четири година након велике бугарске победе у бици код Ришког превоја коју тадашњи бугарски кан Винех није знао дипломатски искористити те је због разочаравајућег мировног споразума убијен од стране властитих сународника. Нови кан Телек је поново покренуо рат и почео пустошити византијске територије у Тракији. Константин је због тога покренуо велики поход, испловивши 16. јуна из Цариграда са 800 бродова, 9600 коњаника и непознатим бројем пешака.

## Битка
Византијске трупе су се искрцале код Анхилаја. Телек је дознао за искрцавање па је заузео положаје на висоравнима у близини бугарског мостобрана. Међутим, убрзо је одлучио да Византинце докрајчи у отвореној бици те их је напао. Окршај је трајао 10 сати, све до сумрака и изазвао страховите губитке на обе стране. На крају су Византинци однели победу, а већи део бугарске војске је уништен. Константин се тријумфално вратио у Цариград с огромним бројем заробљеника које је касније погубио. Телек је успео побећи, али су га, две године касније, убили сународници због пораза.